# Natrix maura
Pour les articles homonymes, voir Maura.
Couleuvre vipérine, Couleuvre mauresque
Espèce
Synonymes
- Coluber maurus Linnaeus, 1758
- Coluber viperinus Sonnini & Latreille, 1802
- Natrix cherseoides Wagler, 1824
- Natrix ocellata Wagler, 1824

Statut de conservation UICN

 LC  : Préoccupation mineure
La couleuvre vipérine (Natrix maura), aussi appelée couleuvre mauresque, est une espèce de serpents de la famille des Natricidae.

## Répartition

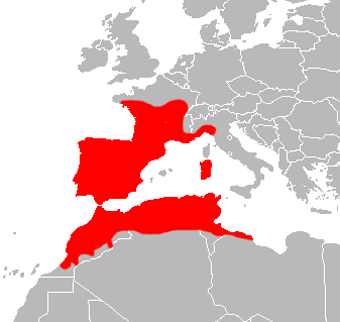
Aire de répartition

Elle se rencontre dans le sud-ouest de l'Europe et dans l'ouest de l'Afrique du Nord :
- en France au Sud du parallèle passant par Paris. Elle ne se trouve pas dans le tiers Nord ;
- en Espagne, îles Baléares comprises où elle a été introduite ;
- au Portugal ;
- à Gibraltar ;
- dans le sud-ouest de la Suisse ;
- en Italie dans le Nord-Ouest et en Sardaigne ;
- au Maroc ;
- en Algérie ;
- en Tunisie ;
- en Libye.

## Habitat
Natrix maura est un serpent aquatique, vivant dans des milieux humides de zones chaudes. Elle passe toute sa période d'activité, d'avril à octobre, dans des points d'eau (mares, lacs ou cours d'eau n'ayant pas beaucoup de courant). Elle est souvent observée en train de nager et de plonger, ou de se chauffer au soleil au bord de l'eau. C'est une très bonne nageuse qui peut rester sous l'eau plus de quinze minutes. C'est l'une des plus aquatiques du genre Natrix, avec Natrix tessellata.

## Description

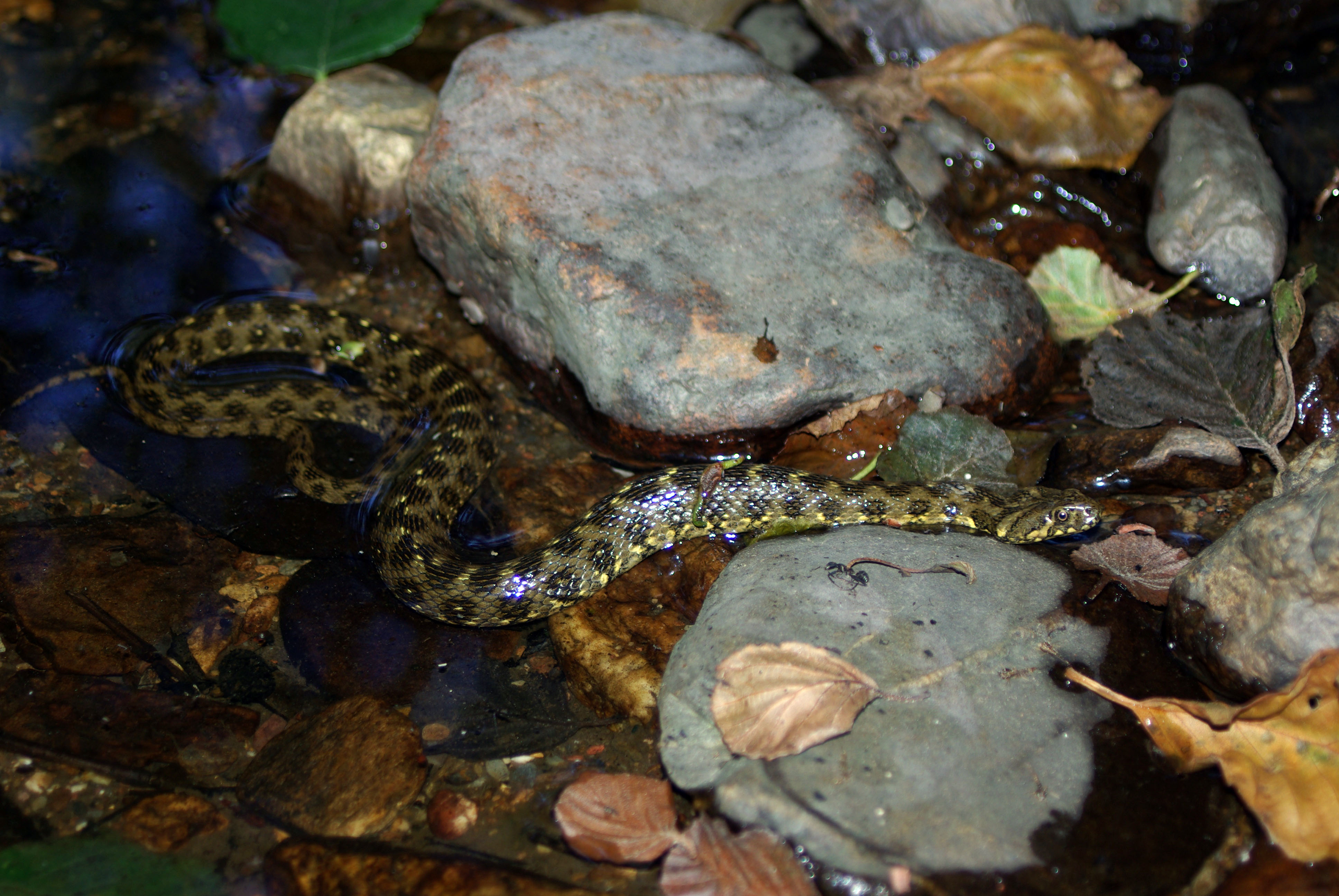
Natrix maura, deux rangées de taches noires parcourent son dos (Zamora, Espagne).

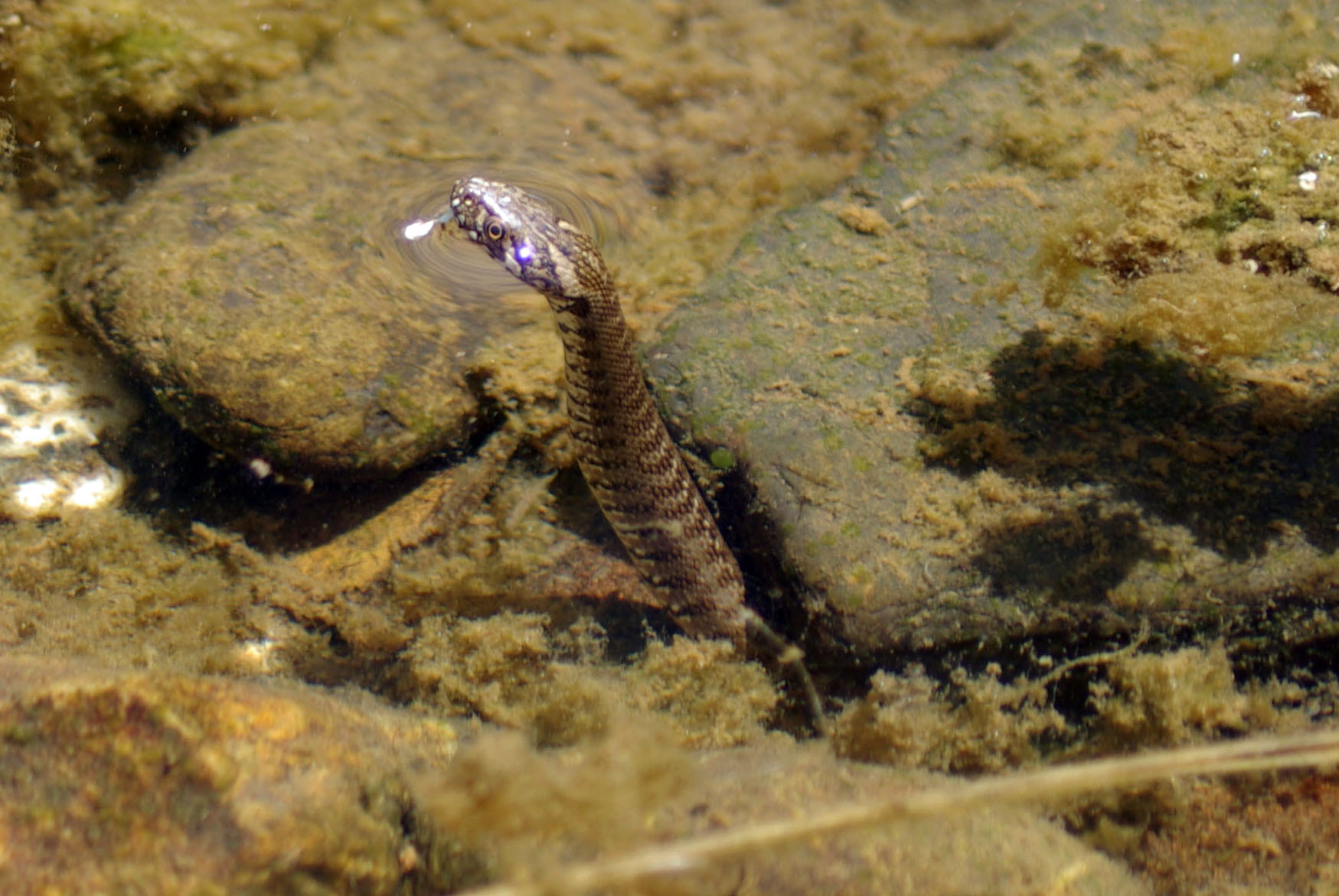
La couleuvre vipérine, avec son motif en forme de chevron (« ∧ »).

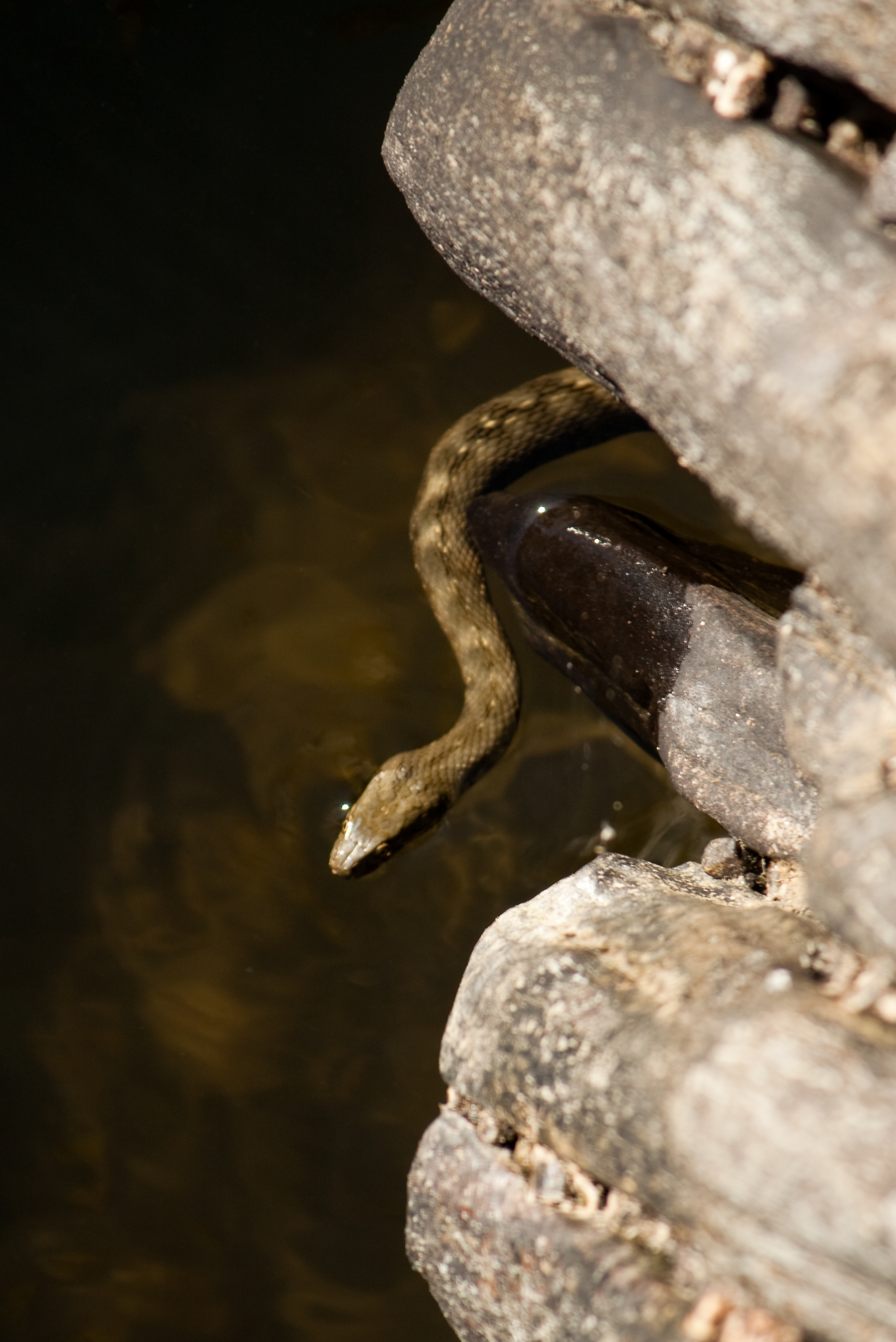
La couleuvre vipérine d'Arganil au Portugal.

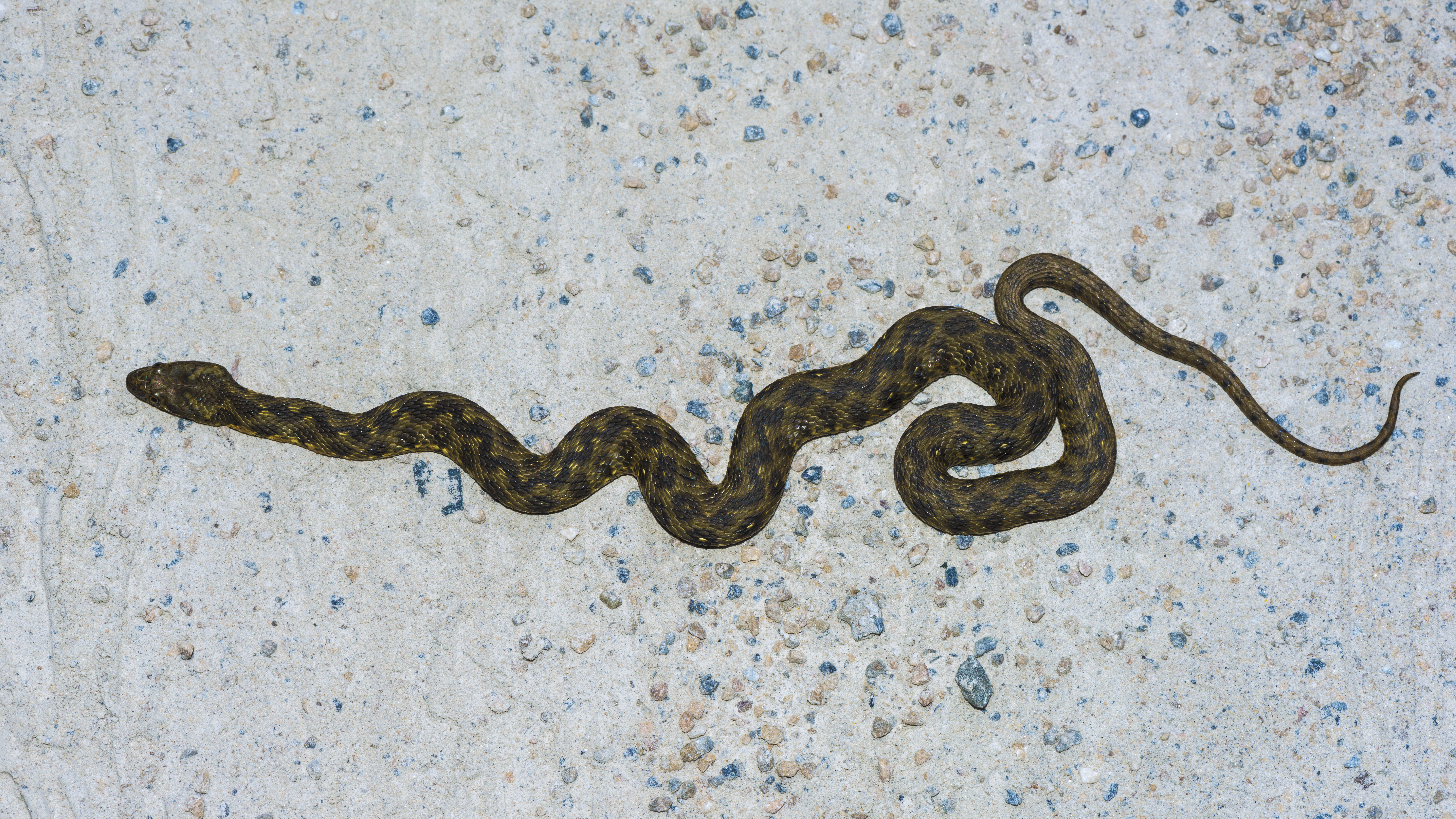
La couleuvre vipérine à Olargues en France.

La couleuvre vipérine mâle fait en général moins de 70 cm ; les femelles, plus grandes, peuvent atteindre jusqu'à un mètre.
Elle possède une tête bien distincte et assez large, et des yeux avec des pupilles rondes. La coloration, assez variable, est généralement marron ou grisâtre mais peut être teintée de jaune olivâtre ou de rouge. Sur le dos, s'alignent deux rangées de taches décalées, sombres, fusionnant souvent pour former des barres ou un zigzag bien marqué. Les flancs portent souvent des ocelles claires et bordées de noir.
La tête comporte un motif caractéristique en forme de chevron (« ∧ ») sur le haut de la tête et le cou. Le ventre est blanchâtre, jaune, rouge ou marron avec un motif en damiers noirs.

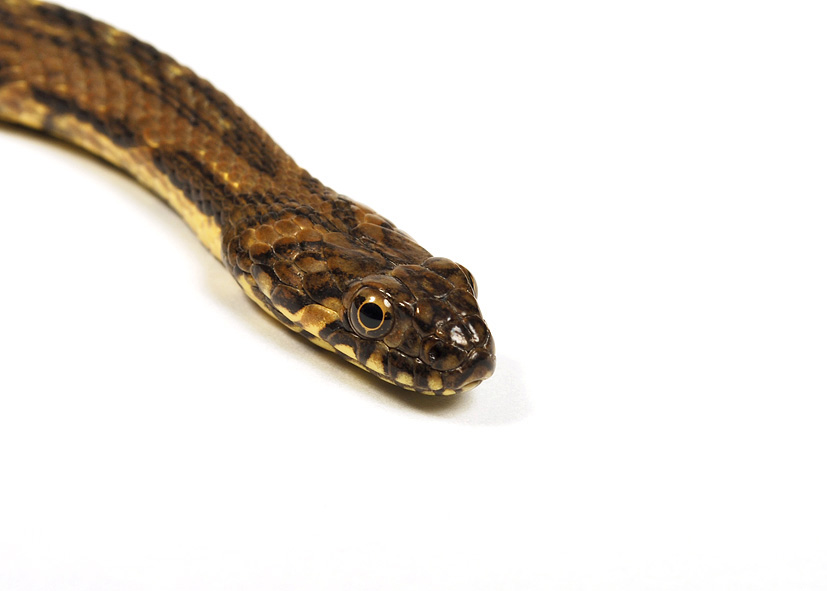
Détail de la tête de la Couleuvre vipérine
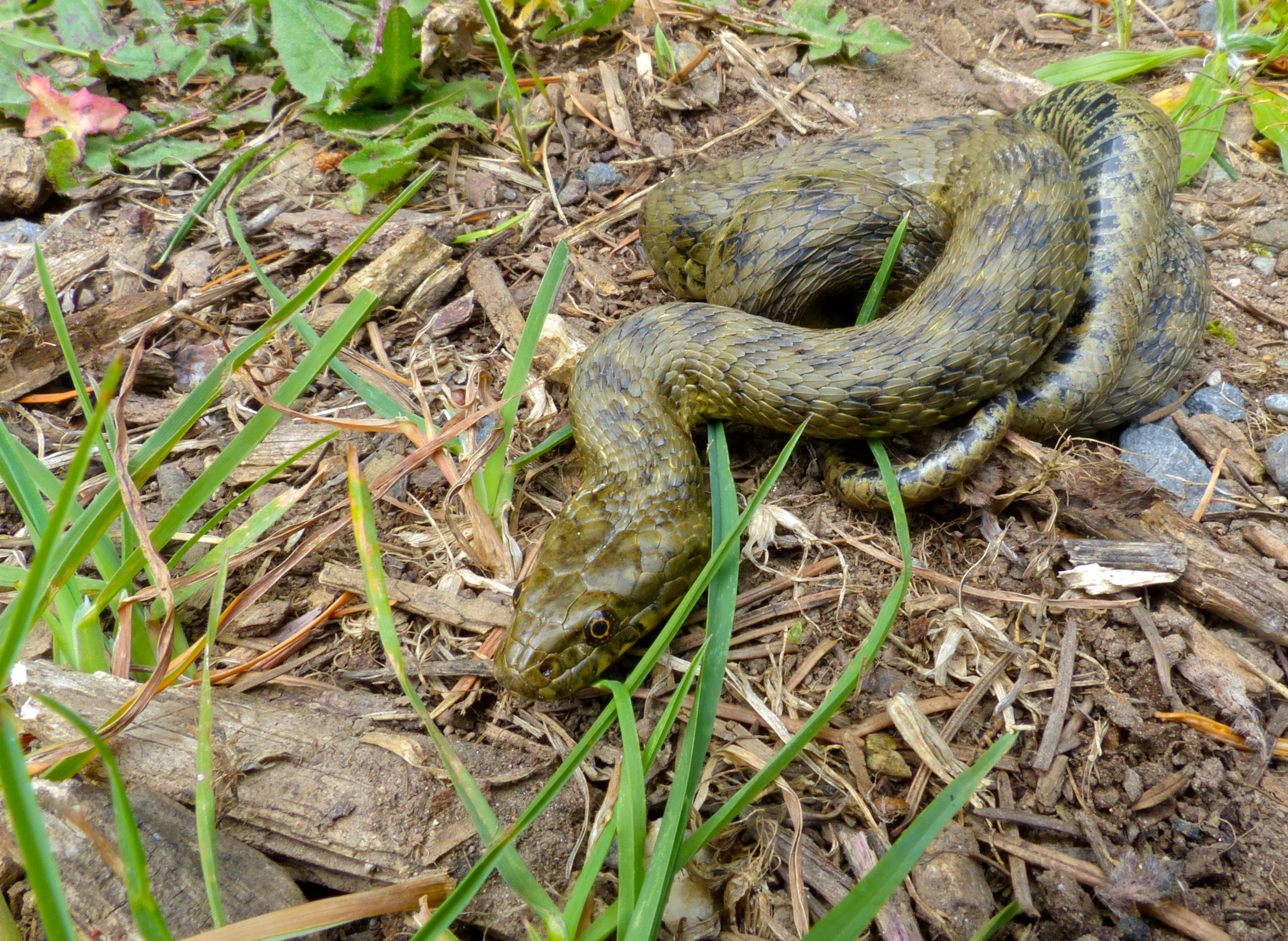
Couleuvre vipérine (Hérault, France)
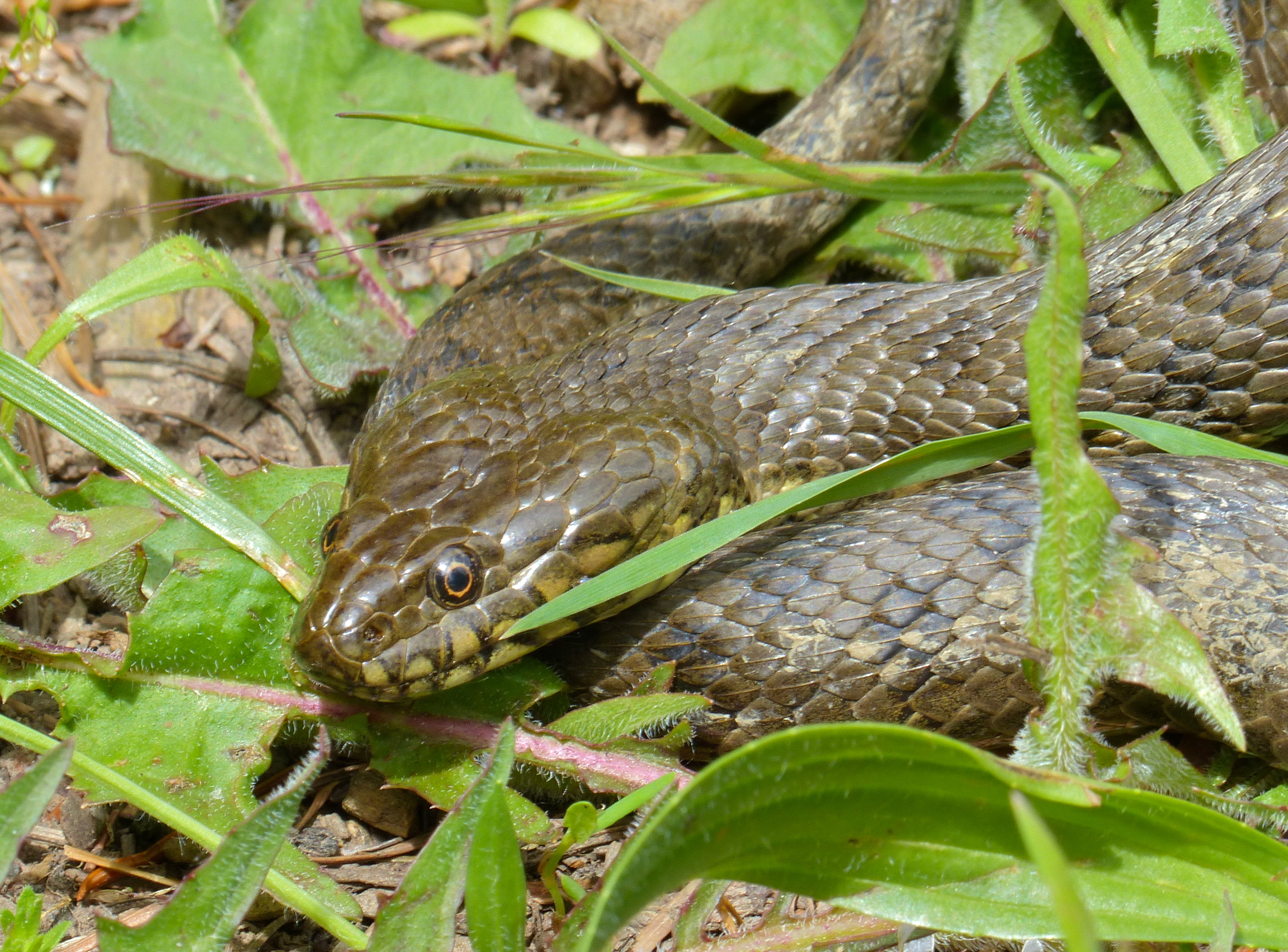
Détail de la tête

### Mimétisme
Elle est appelée « vipérine » car ses motifs en zigzags sur le dos ressemblent à ceux de certaines vipères. Contrairement à celles-ci, elle ne possède pas de venin et présente des pupilles rondes et non fendues verticalement, et les écailles sur sa tête sont plus grosses. Souvent confondue avec la vipère aspic, dont la coloration est aussi variable mais avec des motifs assez semblables, et qui a également des écailles carénées, elle partage une partie de son aire de répartition avec celle-ci. En plus de bien se confondre avec son milieu (mimétisme de camouflage), cette stratégie adaptative lui permet probablement de faire croire à de potentiels prédateurs qu'elle est venimeuse comme la vipère aspic (mimétisme batésien).
Cette confusion a par ailleurs donné naissance au mythe de « l'aspic d'eau » qui serait une vipère vivant dans les cours d'eau. Il s'agit en réalité de la couleuvre vipérine et non de la vipère aspic puisque cette dernière ne fréquente généralement pas les milieux aquatiques.

### Comportement et écologie
La couleuvre vipérine est une espèce diurne, parfois crépusculaire ou nocturne par temps chaud.
Elle est carnivore et se nourrit principalement de petits poissons, mais aussi d'amphibiens comme des grenouilles du genre Pelophylax en rivière, ou des rainettes (genre Hyla) dans les trous d'eau. Elle chasse souvent dans l'eau en se guidant avec son odorat et son toucher, pour déloger les petits animaux cachés sous les pierres ou dans la végétation aquatique. Elle chasse également à terre des vers de terre et de petits mammifères. Les jeunes se nourrissent de têtards, d'insectes et de petits poissons.
Avec la couleuvre à collier (aujourd'hui subdivisée en plusieurs espèces) et la couleuvre tessellée elle fait partie des couleuvres aquatiques d'Europe, que l'on voit souvent nager à la surface de l'eau. La couleuvre vipérine est plus aquatique que la couleuvre à collier, et contrairement à cette dernière qui préfère les amphibiens aux poissons, elle se nourrit majoritairement de poissons et plonge donc bien plus souvent sous la surface. Les autres couleuvres européennes (comme la couleuvre verte et jaune ou la couleuvre de Montpellier) peuvent aussi très bien nager en surface, mais cela est plus occasionnel car elles n'ont pas de mœurs aquatiques et ne se nourrissent pas de proies aquatiques. Quant aux vipères, elles savent aussi nager en surface en cas de besoin mais cela ne leur arrive que rarement.

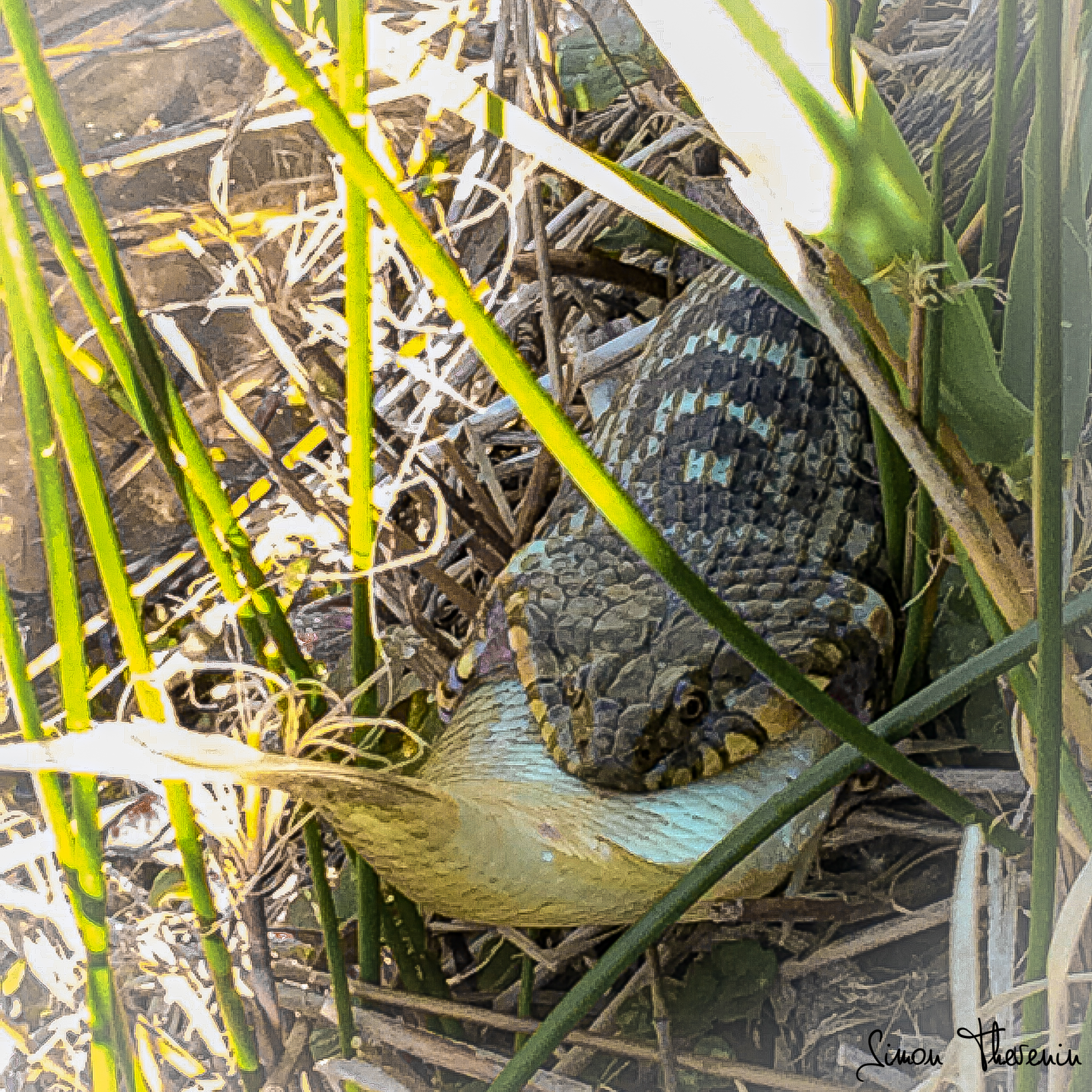
Couleuvre vipérine (Natrix maura) mangeant un poisson au bord d'un étang à Cadenet.

Quand elle est dérangée elle se retire le plus souvent dans l'eau, mais si elle ne le peut pas, elle siffle, aplatit la tête et peut faire semblant d'attaquer à plusieurs reprises. Elle ne mord cependant presque jamais et ne possède pas d’appareil venimeux. Elle vide systématiquement ses glandes cloacales pour émettre une odeur nauséabonde lorsqu'elle est attrapée. Elle ne fait pas la morte contrairement aux autres espèces du genre Natrix.
La reproduction a lieu au printemps, à la sortie de l'hivernation. L'accouplement dure une heure. La femelle pond de 3 à 16 œufs d'environ 28 à 40 mm sur 14 à 19 mm, au fond d'un trou près des berges. Les œufs éclosent au bout de 6 à 13 semaines, pour donner des nouveau-nés de 14 à 22 cm de long.

## Menaces
L'espèce n'est pas considérée par l'UICN comme une espèce menacée. Toutefois, elle est indirectement menacée par la pollution de l'eau qui fait décroître les populations de proies potentielles (poissons, amphibiens). Par ailleurs, à cause de sa ressemblance avec la vipère aspic, ce serpent est souvent tué par des personnes ignorantes croyant tuer une vipère, bien que cette couleuvre soit inoffensive et protégée dans certains pays. Enfin, en Tunisie, des spécimens morts sont vendus aux touristes en guise de souvenirs.
Cette espèce est citée en annexe III de la Convention de Berne. Elle est par ailleurs protégée par la loi en France et en Suisse.

## Étymologie
En latin natrix signifie « hydre, serpent d'eau » et maura signifie « de Maurétanie ».

## Publication originale
- Linnaeus, 1758 : Systema naturae per regna tria naturae, secundum classes, ordines, genera, species, cum characteribus, differentiis, synonymis, locis, ed. 10 (texte intégral).